# 陳三火
陳三火（1949年—），臺南市麻豆區人，臺灣工藝家，北派剪黏大師洪坤福一脈傳人，專研剪黏藝術化、剪黏工藝教育。以獨創「以摃代剪」的「敲擊隨緣技法」著稱。

## 生平
在家中七個小孩排行第三，師承長兄李世逸，為北派剪黏大師洪坤福一脈傳人。
父親是寺廟的彩繪司阜，年幼時受其父親影響對剪黏產生興趣。國中畢業後，陳三火即隨年大哥李世逸從事廟宇剪黏工作，從學徒開始學習傳統剪黏工藝。
1978年，正式自立門戶，恰逢臺灣經濟復甦，發展穩定有許多作品，包含豐原慈濟宮、大甲鎮瀾宮、北港朝天宮、新港奉天宮、臺南玉皇宮、林園廣應廟、玉井北極殿、臺南玉皇宮、林園瘟王廟、林園廣應廟、林園瀘濟殿，屏東三山國王廟，保安宮、慶安宮。
2003年，利用花瓶的破片塑造了一尊達摩祖師，第一件敲摃式剪黏作品〈達摩〉因此完成。隨後獨創「以摃代剪」的「敲擊隨緣技法」，並專研剪黏藝術化。
2005年即在麻豆開班授課，2006年後成為曾文社區大學固定課程，致力於剪黏創作與教育推廣，至今仍會撥出時間為社大學生上課:11-25。

## 榮譽
- 2007年：「臺灣工藝之家」[7]

- 2011年：「臺南市文化資產保存者[8]」

- 2015年：臺南市政府頒發「藝術貢獻終身成就獎」 （页面存档备份，存于）

- 2016年：第22屆「全球中華文化藝術薪傳獎」 （页面存档备份，存于）[9]

- 2020年：「重要傳統工藝－剪黏工藝」，是國家重要傳統工藝首位剪黏「人間國寶」 （页面存档备份，存于）[10]

- 2021年：「國家工藝成就獎」[11][12][13][14]

## 展覽
- 2008年，獲邀高雄市立美術館「七彩電光琉璃花－臺灣常民文化圖像轉譯」特展[15]

- 2009年，在南瀛總爺藝文中心舉辦「形神合一物若有情：陳三火師生剪黏聯展 （页面存档备份，存于）」

- 2015年，在臺南麻豆文化館舉辦「陳三火剪黏家族十週年師生聯展 （页面存档备份，存于）」

- 2018年，在臺南新營文化中心舉辦「火之舞－沾黏連隨、水火相濟 （页面存档备份，存于）」傳承展藝師生聯展